# USS LST-503
O USS LST-503 foi um navio de guerra norte-americano da classe LST que operou durante a Segunda Guerra Mundial.